# Dactylorhiza ornonensis
Dactylorhiza ornonensis är en orkidéart som först beskrevs av Gottfried Keller och Jeanj., och fick sitt nu gällande namn av Károly Rezsö Soó von Bere. Dactylorhiza ornonensis ingår i Handnyckelsläktet som ingår i familjen orkidéer. Inga underarter finns listade i Catalogue of Life.